# Saint-Jean-Mirabel
Saint-Jean-Mirabel – miejscowość i gmina we Francji, w regionie Oksytania, w departamencie Lot.
Według danych na rok 1990 gminę zamieszkiwało 176 osób, a gęstość zaludnienia wynosiła 19 osób/km² (wśród 3020 gmin regionu Midi-Pireneje Saint-Jean-Mirabel plasuje się na 887. miejscu pod względem liczby ludności, natomiast pod względem powierzchni na miejscu 1146.).